# 越後湯沢国際粒子線癌研究センター
越後湯沢国際粒子線癌研究センター（えちごゆざわこくさいりゅうしせんがんけんきゅうセンター）は、新潟県南魚沼郡湯沢町に設立が計画された癌の治療施設。2009年1月に財団法人が設立されたもののわずか1か月後に誘致を断念して施設の建設には至らなかった。

## 経過
1. 1995年（平成7年）、湯沢町土樽の約5,5ヘクタール（旧ノリタ光学の跡地）を約12億3,000万円で湯沢町が取得したがその後の調査で土壌汚染（揮発性有機化合物などの重金属）と判明。
2. 2008年（平成20年）、最初に丸茂正光、熊田雅之、西村訓子（茨城県筑西市、医療法人桂仁会理事）が来町。
  - 上村清隆町長は土地の売却益を汚染土壌の処理費に充て最先端の医療施設を町の地域活性化の核にできると積極的に誘致を進める。
  - 8月4日、町長と総務課長より、町議に計画の経緯と概要を示す。
  - 8月5日、県庁で泉田裕彦県知事に協力要請（丸茂、西村）
  - 8月26日、役場にて町議、幹部職員に説明会（西村、丸茂）
  - 9月10日、湯沢町議会9月定例会一般質問で施設概要、資金計画に質問集中。
    - 平成20年9月湯沢町議会定例会会議録
    - 町長の行政報告
    - 南雲議員の一般質問
    - 柿崎議員の一般質問

  - 9月14日、町民説明会（公民館ホール）で鴨下重彦、炭谷茂、梶原拓、坪井康次、中島一久、細貝知直、丸茂正光、西村訓子らが講演・説明。
  - 11月18日、スーパー特区に「落選」
  - 11月27日、町議会全員協議会で町有地の土壌汚染処理費が約8〜14億円と判明。
    - 土壌汚染調査の委託が環境科学センター（茨城県北茨城市）に特命随意契約。

  - 12月12日、町議会12月定例会で計画の進行状況に追及や疑問が相次ぐ。
    - 町長行政報告
    - 佐藤議員の一般質問
    - 柿崎議員の一般質問
    - 南雲議員の一般質問
    - 町長は土壌汚染処理は公募型の一般競争入札と答弁。
3. 2009年（平成21年）1月、財団法人の設立。
  - 2月20日、町長が誘致断念の報道 
    - 柿崎議員の一般質問
    - 佐藤議員の一般質問
    - 南雲議員の一般質問

## 計画概要
1. 施設
  - がん治療センター（3,300坪）
    - リハビリセンター

  - 人材教育センター（2,600坪）
    - ソーシャルファーム

  - 先端技術研究センター（2,600坪）
  - 来賓応接室等（200坪）
  - 公園
  - ヘリポート
2. 建設費用
  - 建物（100億）
  - 設備（100億〜200億）
3. 利用者数
  - 年間4,000人（目標年間12,000人）
4. 稼動目標
  - 2013年（平成25年）